# Emil Müller (Verwaltungsjurist)
Emil Müller (* 22. April 1900; † 1. April 1992 in Ulm) war ein deutscher Verwaltungsjurist.

## Leben
Müller, Sohn eines Stadtschultheißes aus Grötzingen und evangelischer Konfession, studierte von 1918 bis 1922 Rechtswissenschaften in Tübingen und war Mitglied der Verbindung Normannia Tübingen. Er legte 1926 die zweite Justizdienstprüfung ab. 
Er war von 1958 bis 1965 Ministerialdirektor im Justizministerium Baden-Württemberg und als Amtschef der ständige Vertreter des Ministers Wolfgang Haußmann. Sein Nachfolger war der spätere Generalbundesanwalt Kurt Rebmann.